# 中島かずき
中島 かずき（なかしま かずき、1959年8月19日 - ）は、日本の脚本家、劇作家、小説家、編集者。劇団☆新感線の座付作家。福岡県田川市出身。1978年、福岡県立田川高等学校卒業。1982年、立教大学文学部心理学科卒業。初期のペンネームはかずき 悠大。

## 来歴・人物

### 編集者
立教大学在学中は漫画研究会に所属した。
2010年8月20日付で退社するまでは双葉社の会社員で、脚本家・作家業はその傍らに行っていた。双葉社在籍中は『漫画アクション』『ルパン三世officialマガジン』などの編集者を務めた。漫画家の臼井儀人とは初期作品の編集を担当した縁で交流を深めるようになり、2002年には『クレヨンしんちゃん』劇場映画10作目を記念して『クレヨンしんちゃん映画大全』を企画・出版した。
他に編集を担当していた作品に『ゲッターロボサーガ』などがあり、本人曰く「今のところ、日本で一番石川先生（石川賢）の単行本を作った編集者」とのこと。石川と同作品の大ファンであることから、自らのことを「ゲッター者」と自負した。中島一基名義で、双葉社側のチーフプロデューサーや製作代表としてアニメや映画に関わることもあった。山田満郎『8時だョ!全員集合の作り方』（双葉社、2001年）の後書きにも、佐藤景一とともに担当編集者として言及されている。

### 脚本家
高校時代からの知人・いのうえひでのりの誘いで『炎のハイパーステップ』から劇団☆新感線公演作品に参加、以降、座付き作家となる。『髑髏城の七人』『スサノオ』『阿修羅城の瞳』など根強いファンを持つ作品を書き上げており、いわゆる「いのうえ歌舞伎」の世界観を作り上げる上において、欠かす事の出来ない役割を果たした。また独特でありながら爽快かつ熱い物語を手がけるのも特徴である。
2007年春には、初のアニメ作品のシリーズ構成を務めた『天元突破グレンラガン』と、新感線での戯曲が原作となり第23話「剣舞に花火をどうぞ」の脚本を担当した『大江戸ロケット』の2本のTVアニメが放映されている。
特撮ファンを公言しており、初期の新感線作品では、古田新太の登場シーンで『突撃!ヒューマン』のパロディをやったこともあったという。実現は果たせなかったが『特捜戦隊デカレンジャー』の脚本を構想したこともあった。2006年に『ウルトラマンマックス』第31話「燃えつきろ! 地球!!」で念願の特撮脚本デビューを果たし、その後も翌2007年に『獣拳戦隊ゲキレンジャー』、2010年には『仮面ライダーW』と特撮脚本を担当する機会が増え、2011年に『仮面ライダーフォーゼ』にて初のメイン脚本を担当した。

## 略歴
- 1985年：劇団☆新感線に座付作家として参加。
- 2003年：『アテルイ』で第2回朝日舞台芸術賞・秋元松代賞、第47回岸田國士戯曲賞を受賞。
- 2004年：『髑髏城の七人』で小説家デビュー。
- 2009年：九州戯曲賞の最終審査員を務める。

## 演劇脚本

### 舞台脚本

#### 劇団☆新感線
- 炎のハイパーステップ
- TIMESLIP黄金丸
- 夢見る無法者
- ハイパーステップの伝説
- 星の忍者
- 阿修羅城の瞳
- 宇宙防衛軍ヒデマロ3
- スサノオ〜神の剣の物語
- 仮名絵本西遊記
- 髑髏城の七人
- 宇宙防衛軍ヒデマロV
- まるひ浪花女漫才師哀歌
- 古田新太之丞　東海道五十三次地獄旅
- スサノオ〜武流転生
- 野獣郎見参!
- 花の紅天狗
- SUSANOH〜魔性の剣
- LOST SEVEN
- 七芒星
- 西遊記〜PSY U CHIC〜
- リトルセブンの冒険
- 大江戸ロケット
- アテルイ
- SHIROH
- 荒神 〜AraJinn〜
- 朧の森に棲む鬼
- 五右衛門ロック
- 蛮幽鬼
- シレンとラギ
- 蒼の乱
- 五右衛門VS轟天
- 偽義経冥界歌[7]
- 狐晴明九尾狩
- 神州無頼街
- バサラオ

#### その他
- 月影十番勝負 第壱番『ねぇ、キスしてよ!―Kiss me, Stupid』（1995年）
- 月影十番勝負 第弐番『月の輝く夜に』（1996年）
- 月影十番勝負 第参番『河童』（1997年）
- ラフカット『溝呂木秋彦の憂鬱』 （1998年）
- 月影十番勝負 第四番『唇からナイフ』 （1998年）
- 銀河の約束（1998年）
- 月晶島綺譚（1999年）
- 月影十番勝負 第五番『僕の美しい人だから』（1999年）
- Gem Stone『横綱はエクソシスト/溝呂木秋彦の憂鬱』（2000年）
- 出島（2000年）
- 音楽活劇『レディ・ゾロ』（2003年）
- OINARI 浅草ギンコ物語（2003年）
- ジャンヌ・ダルク（2010年、2014年）
- 真田十勇士（2013年）
- No.9 -不滅の戦慄-（2015年）

## 映像作品

### テレビアニメ
- 天元突破グレンラガン（2007年）シリーズ構成・脚本
- 大江戸ロケット（2007年）原作・脚本
- ちゅーぶら!!（2010年）企画
- のだめカンタービレ フィナーレ（2010年）シリーズ構成
- キルラキル（2013年 - 2014年）原作・シリーズ構成・脚本
- コンクリート・レボルティオ 〜超人幻想〜 THE LAST SONG（2016年）脚本
- 宇宙パトロールルル子（2016年）プロット監修
- ダーリン・イン・ザ・フランキス（2018年）文芸協力
- BNA ビー・エヌ・エー（2020年）原作・シリーズ構成・脚本
- バック・アロウ（2021年）シリーズ構成・脚本

### Webアニメ
- プロメア SIDE ガロ／リオ（2019年）原作・脚本

### OVA
- Re:キューティーハニー（2004年）シリーズ構成・脚本[8]

### 劇場アニメ
- クレヨンしんちゃん 嵐を呼ぶ 歌うケツだけ爆弾！（2007年）チーフプロデューサー
- クレヨンしんちゃん ちょー嵐を呼ぶ 金矛の勇者（2008年）チーフプロデューサー
- 劇場版 天元突破グレンラガン 紅蓮編（2008年）脚本
- クレヨンしんちゃん オタケベ！カスカベ野生王国（2009年）チーフプロデューサー
- 劇場版 天元突破グレンラガン 螺巌編（2009年）脚本
- クレヨンしんちゃん 超時空！嵐を呼ぶオラの花嫁（2010年）チーフプロデューサー
- クレヨンしんちゃん ガチンコ！逆襲のロボとーちゃん（2014年）脚本
- ニンジャバットマン（2018年）脚本
- プロメア（2019年）原作・脚本

### テレビドラマ
- 君は時のかなたへ（1995年）脚本
- ウルトラマンマックス（2006年）脚本
- 獣拳戦隊ゲキレンジャー（2007年）脚本
- 仮面ライダーW（2010年）脚本
- 仮面ライダーフォーゼ（2011年 - 2012年）メインライター・脚本
- ふたがしら（2015年）脚本
- ふたがしら2（2016年）脚本
- 封刃師（2021年）原作・脚本

### 実写映画

#### ゲキ×シネシリーズ
- SHIROH（2005年）脚本
- 朧の森に棲む鬼（2007年）脚本
- 五右衛門ロック（2009年）脚本
- 蛮幽鬼（2010年）脚本
- 薔薇とサムライ（2011年）脚本
- 髑髏城の七人（2013年）脚本
- シレンとラギ（2013年）脚本
- ZIPANG PUNK 五右衛門ロックⅢ（2014年）脚本
- 阿修羅城の瞳2003（2015年）脚本
- 蒼の乱（2015年）脚本
- 髑髏城の七人 Season花（2019年）脚本
- 髑髏城の七人 Season鳥（2019年）脚本
- 髑髏城の七人 Season風（2019年）脚本
- 髑髏城の七人 Season月 上弦の月（2019年）脚本
- 髑髏城の七人 Season月 下弦の月（2019年）脚本
- 修羅天魔 髑髏城の七人 Season極（2019年）脚本

#### その他
- 髑髏城の七人 アカドクロ（2004年）脚本
- ローレライ（2005年）企画協力
- 髑髏城の七人 アオドクロ（2005年）脚本
- 阿修羅城の瞳（2005年）脚本
- 隠し砦の三悪人 THE LAST PRINCESS（2008年）脚本
- 仮面ライダー×仮面ライダー フォーゼ＆オーズ MOVIE大戦 MEGA MAX（2011年）脚本
- 仮面ライダーフォーゼ THE MOVIE みんなで宇宙キターッ！（2012年）脚本
- 仮面ライダー×仮面ライダー ウィザード＆フォーゼ MOVIE大戦 アルティメイタム（2012年）脚本
- テラフォーマーズ（2016年）脚本
- シネマ歌舞伎 歌舞伎NEXT 阿弖流為（2016年）脚本
- シン・ウルトラマン（2022年）企画協力

## 書籍

### 小説
- 髑髏城の七人（2004年4月 マガジンハウス／2008年5月 講談社文庫／2017年3月 双葉文庫）
- 天元突破グレンラガン 3（2008年2月 ガガガ文庫）
- 天元突破グレンラガン 4（2008年12月 ガガガ文庫）
- まつるひとびと（2011年8月 ポプラ社／2013年8月 双葉文庫）

### エッセイ
- 中島かずきのマンガ語り（2017年12月 宝島社）
- 中島かずきと役者人（2020年 KADOKAWA）- 構成：藤津亮太

### 戯曲
- LOST SEVEN（1999年11月 論創社）
- 阿修羅城の瞳 Blood gets in your eyes（2000年8月 論創社）
- 踊れ！いんど屋敷 古田新太之丞東海道五十三次地獄旅（2000年10月 論創社）
- 野獣郎見参 Beast is red（2001年3月 論創社）
- 大江戸ロケット（2001年8月 論創社）
- アテルイ（2002年8月 論創社）
- 七芒星（2002年12月 論創社）
- 花の紅天狗（2003年4月 論創社）
- 阿修羅城の瞳 2003年版 Blood gets in your eyes（2003年8月 論創社）
- OINARI 浅草ギンコ物語（2003年9月 論創社）
- アカドクロ／アオドクロ 髑髏城の七人（2004年10月 論創社）
- SHIROH（2004年12月 論創社）
- 荒神（2005年3月 論創社）
- 朧の森に棲む鬼（2007年1月 論創社）
- 五右衛門ロック（2008年7月 論創社）
- 蛮幽鬼（2009年10月 論創社）
- 薔薇とサムライ GOEMON ROCK OVER DTIVE（2010年3月 白水社）
- ジャンヌ・ダルク（2010年11月 論創社）
- 髑髏城の七人 Ver.2011（2011年8月 論創社）
- シレンとラギ（2012年4月 論創社）
- ZIPANG PUNK 五右衛門ロックⅢ（2012年12月 論創社）
- 真田十勇士（2013年8月 論創社）
- 蒼の乱（2014年3月 論創社）
- キルラキル脚本全集（2014年9月 KADOKAWA）
- ゴエモンvs轟天（2015年6月 論創社）
- 阿弖流為（2015年7月 論創社）
- No.9 不滅の旋律（2015年10月 論創社）
- 髑髏城の七人 花（2017年3月 論創社）
- 髑髏城の七人 鳥（2017年7月 論創社）
- 髑髏城の七人 風（2017年9月 論創社）
- 髑髏城の七人 月（2017年11月 論創社）
- 戯伝写楽（2018年1月 論創社）
- 髑髏城の七人 極（2018年3月 論創社）
- 偽義経冥界に歌う（2019年3月 論創社）
- 偽義経冥界に歌う 令和編（2020年2月 論創社）
- 新 陽だまりの樹（2020年4月 論創社）- 原作：手塚治虫

### 漫画原作
- ジェノサイド（2005年 アクションコミックス 全2巻）- 作画：小林拓己
- 闇鍵師（2005年 - 2008年 アクションコミックス 全4巻）- 作画：赤名修
- takeru 〜SUSANOH 魔性の剣より〜（2006年 - 2007年 ブレイドコミックス 全4巻）- 作画：唐々煙
- oguna takeru 〜SUSANOH 魔性の剣より〜 外伝（2007年 ブレイドコミックス 全1巻）- 作画：唐々煙
- 大江戸ロケット（2007年 - 2009年 アフタヌーンKC 全3巻）- 作画：浜名海
- LOST SEVEN（2008年 - 2010年 ブレイドコミックス 全4巻）- 作画：高治星
- 天元突破グレンラガン 紅蓮学校篇（2009年 角川コミックス・エース 全1巻）- 作画：吉川かば夫、ストーリー構成：財津A司
- 天元突破グレンラガン 螺旋少年譚（2010年 角川コミックス・エース 全1巻）- 作画：たくま朋正
- クレヨンしんちゃん SHIN-MEN（2011年 - 2013年 アクションコミックス 全3巻）- 作画：相庭健太
- キルラキル（2013年 - 2015年 角川コミックス・エース 全3巻）- 作画：あきづきりょう
- 天元突破グレンラガン 男一匹編（2013年 ヒーローズコミックス 全1巻）- 作画：ののやまさき
- クレヨンしんちゃん ガチンコ!逆襲のロボとーちゃん（2014年 アクションコミックス 全2巻）- 作画：相庭健太
- 天元突破グレンラガン 男どアホウ!編（2014年 - 2015年 ヒーローズコミックス 全3巻）- 作画：ののやまさき
- 天元突破グレンラガン 決戦!男組編（2016年 - 2017年 ヒーローズコミックス 全4巻）- 作画：ののやまさき

## その他の活動
- JUNK BOY - 双葉社の漫画作品。1987年にアニメ化された際にゲスト声優を務める。